# Уоттана, Джеймс
Джеймс Уо́ттана, тайск. รัชพล ภู่โอบอ้อม Ратчапол Пу Об Орм (англ. James Wattana, Ratchapol Pu-Ob-Orm) (род. 17 января 1970 года) — тайский бывший профессиональный игрок в снукер. Один из первых профессиональных снукеристов с Дальнего Востока. В 1990-е был одним из мировых лидеров в этой игре. На его счету более 150 сенчури-брейков, из которых 3 максимальные. За свои достижения и огромные заслуги в популяризации снукера на Дальнем Востоке он стал всего вторым игроком из Таиланда, который удостоился ордена Короны Таиланда. Кроме того, Уоттана трижды становился лучшим спортсменом своей страны.

## Карьера
Джеймс стал настоящим флагманом азиатского снукера в конце 1980-х, когда в 16 лет победил нескольких профессиональных чемпионов мира и выиграл турнир Camus Thailand Masters. Он попал в мэйн-тур в 1989-м после того, как победил на любительском чемпионате мира в 1988 году. Карьера Уоттаны достигла пика уже в середине 90-х, когда он стал обладателем трёх рейтинговых титулов, финалистом ещё 6 (в их числе финал нерейтингового, но очень престижного Мастерс) и занял 3-е место в мировом рейтинге. Он дважды выходил в 1/2-ю чемпионата мира: в 1993 и 1997 гг., и был одним из самых серийных снукеристов своего времени, трижды сделав максимум, что удавалось кроме него всего трём игрокам. Его снукер стал настоящей сенсацией, так как до тех пор в игре целиком и полностью доминировали англоговорящие игроки. В начале нового столетия яркая игра Уоттаны начала угасать, однако через некоторое время количество заработанных им призовых превысило 1 миллион фунтов стерлингов. По итогам сезона 2007/08 он не сумел набрать достаточное количество очков для сохранения прописки в мэйн-туре и выбыл из него, но до сих пор никто из неевропейских снукеристов не может побить рекорды знаменитого тайца. Фактически благодаря Джеймсу появились такие азиатские профессионалы, как Марко Фу и Дин Цзюньхуэй.
Уоттана вернулся в мэйн-тур в сезоне 2009/10, и лучшим его достижением в этом сезоне стал выход в финальную стадию China Open, где он в 1/16-й уступил Марку Кингу.
В 2014 году, из-за низких показателей, Уоттана потерял место в Мэйн-туре, но трижды (2014, 2016 и 2018) получал двухлетний Уайлд-кард, однако сколь-нибудь заметной игры не показал и в 2020 году выбыл из профессионалов, но продолжает играть в любительских лигах.

## Достижения в карьере
- Чемпионат мира полуфиналист — 1993, 1997
- Strachan Open чемпион — 1992
- Thailand Open чемпион — 1994—1995
- World Matchplay чемпион — 1992
- Humo Masters чемпион — 1992
- Hong Kong Challenge чемпион — 1990
- Мастерс финалист — 1993
- British Open финалист — 1992—1994
- Welsh Open финалист — 1993
- International Open финалист — 1994

## Места в мировой табели о рангах
| Сезон                 | Место |
| --------------------- | ----- |
| 1989/90               | Дебют |
| 1990/91               | 33    |
| 1991/92               | 20    |
| 1992/93               | 7     |
| 1993/94               | 5     |
| 1994/95               | 3     |
| 1995/96               | 5     |
| 1996/97               | 12    |
| 1997/98               | 12    |
| 1998/99               | 15    |
| 1999/00               | 22    |
| 2000/01               | 27    |
| 2001/02               | 32    |
| 2002/03               | 32    |
| 2003/04               | 34    |
| 2004/05               | 33    |
| 2005/06               | 32    |
| 2006/07               | 25    |
| 2007/08               | 33    |
| 2008/09               | 66    |
| 2009/10               | —     |
| 2010/11               | 68    |
| 2010/11. 1-й пересчёт | 72    |
| 2010/11. 2-й пересчёт | 73    |
| 2010/11. 3-й пересчёт | 76    |
| 2011/12               | 67    |
| 2011/12. 1-й пересчёт | 58    |
| 2011/12. 2-й пересчёт | 58    |
| 2011/12. 3-й пересчёт | 58    |